# María del Carmen García Lasgoity
Pour les articles homonymes, voir Garcia.
María del Carmen García Lasgoity, née à Madrid en 1911 et morte dans la même ville en 2002, est une actrice espagnole, membre de la troupe de théâtre La Barraca de Federico García Lorca.

## Biographie
María del Carmen García Lasgoity étudie à l'Instituto-Escuela et à la Residencia de Señoritas de Madrid.

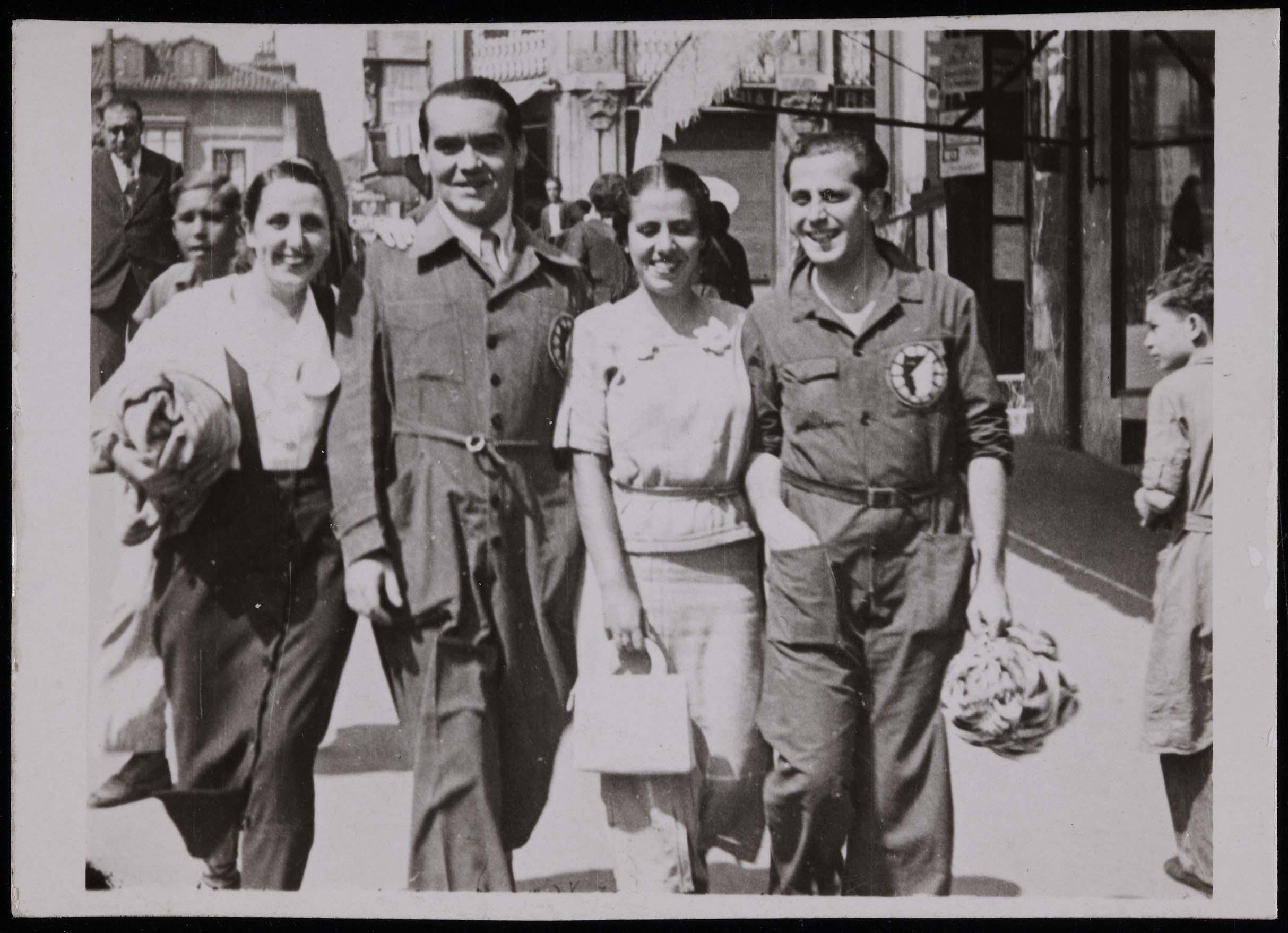
María del Carmen García Lasgoity, Federico et Isabel García Lorca et Jacinto Higueras, en 1933.

En 1931, elle intègre en 1931 la Barraca, troupe de théâtre universitaire créée par le poète Federico García Lorca. En 1933, elle fait partie de la croisière universitaire en Méditerranée, destinée à promouvoir les études historiques en Espagne sous la République.
Durant la guerre d'Espagne, elle épouse l'universitaire républicain Jesús Prados Arrarte. 
Victime de la répression franquiste, elle doit s'exiler en France, à Toulouse, alors qu'elle attend son premier enfant. 
Grâce à Pablo Neruda, alors ambassadeur du Chili en France, qui héberge d'autres artistes menacés comme Rafael Alberti et María Teresa León, elle peut rejoindre l'Amérique du sud  : Argentine, Chili et Pérou.
Elle ne peut revenir en Espagne qu'après l'amnistie, en 1954. 
Après la mort du dictateur Francisco Franco, elle témoigne de la guerre d'Espagne et de l'exil, ainsi que du projet de la Barraca et de l'œuvre de Federico García Lorca.